# Пондокоми
Пондокоми, още Върдомици или Ердогмуш (на гръцки: Ποντοκώμη, до 1927 година Ερτομούς, Ертомуш), е село в Гърция, в дем Кожани, област Западна Македония.

## География
Пондокоми е разположено на 710 m надморска височина, в източното подножие на планината Червена гора (Вуринос), на 15 km северно от Кожани и на 15 km юг-югооизточно от Кайляри (Птолемаида).

## История

### В Османската империя
В края на XIX век Ердогмуш е турско село в югозападната част на Кайлярска каза (Джума) на Османската империя. Според етническата карта на Васил Кънчов („Македония. Етнография и статистика“) Ерадомужли (Eradomužli) е турско село в Кайлярска каза.
На Етнографската карта на Битолския вилает на Картографския институт в София от 1901 година Ердогмаушли е чисто турско село в Кайлярската каза на Серфидженския санджак със 175 къщи.
Според статистика на Серфидженския санджак на гръцкото консулство в Еласона от 1904 година в Ердомусли (Ερτмομουσλή), Кайлярска каза, живеят 875 турци.

### В Гърция
През Балканската война в 1912 година в селото влизат гръцки части и след Междусъюзническата в 1913 година Ердогмуш остава в Гърция. В 1913 година селото (Ερτομούς) има 977 жители.
През 20-те години населението му се изселва в Турция и на негово място са настанени понтийски гърци бежанци от Турция. В 1928 година селото (Ερδομούς) е изцяло бежанско с 299 семейства и 1093 жители бежанци.
През 1927 година името на селото е сменено на Пондокоми, в превод понтийско село. Селото не пострадва от Гражданската война (1946 - 1949).
Традиционно населението отглежда жито и се занимава и със скотовъдство.
| Име        | Име           | Ново име   | Ново име   | Описание                                         |
| ---------- | ------------- | ---------- | ---------- | ------------------------------------------------ |
| Сиври Даг  | Σιβρί Ντάγ    | Авго       | Αύγό       | връх в Синяк на ЮЗ от Пондокоми (1096,5 m)       |
| Курт Овас  | Κούρτσοβας    | Левкотопос | Λευκότοπος |                                                  |
| Кале Япе   | Γκαλέ Γιαπέ   | Кастрон    | Κάστρον    | връх в Синяк на З от Пондокоми                   |
| Далу Гьоне | Νταλοϋ Γκιονε | Просилион  | Προσήλιον  | връх в Синяк на СЗ от Пондокоми (983 m)          |
| Чочи       | Τσότσι        | Анавритон  | Άναβρυτόν  | местност и възвишение на СИ от Пондокоми (658 m) |

| Година    | 1913 | 1920 | 1928 | 1940 | 1951 | 1961 | 1971 | 1981 | 1991 | 2001 | 2011 | 2021 |
| --------- | ---- | ---- | ---- | ---- | ---- | ---- | ---- | ---- | ---- | ---- | ---- | ---- |
| Население | 977  | 1005 | 1032 | 1438 | 1283 | 1306 | 1439 | 1211 | 1261 | 1316 | 1116 | 594  |

## Личности
Родени в Пондокоми
- Алекос Атанасиадис (р. 1949), гръцки политик, депутат от ПАСОК